# Otto-Dix-Abiturpreis
Der Otto-Dix-Abiturpreis ist eine Auszeichnung für Abiturientinnen und Abiturienten für herausragende, anerkennenswerte Leistungen im Kernfach Bildende Kunst in Baden-Württemberg. Anlässlich seines 50. Todestages im Jahr 2019 hat der Förderverein Museum Haus Dix Hemmenhofen e.V. zusammen mit dem Ministerium für Kultus, Jugend und Sport das Konzept für den Abiturpreis entwickelt. Durch den Preis soll der große Künstler Otto Dix und sein Lebenswerk in Erinnerung gehalten werden. 

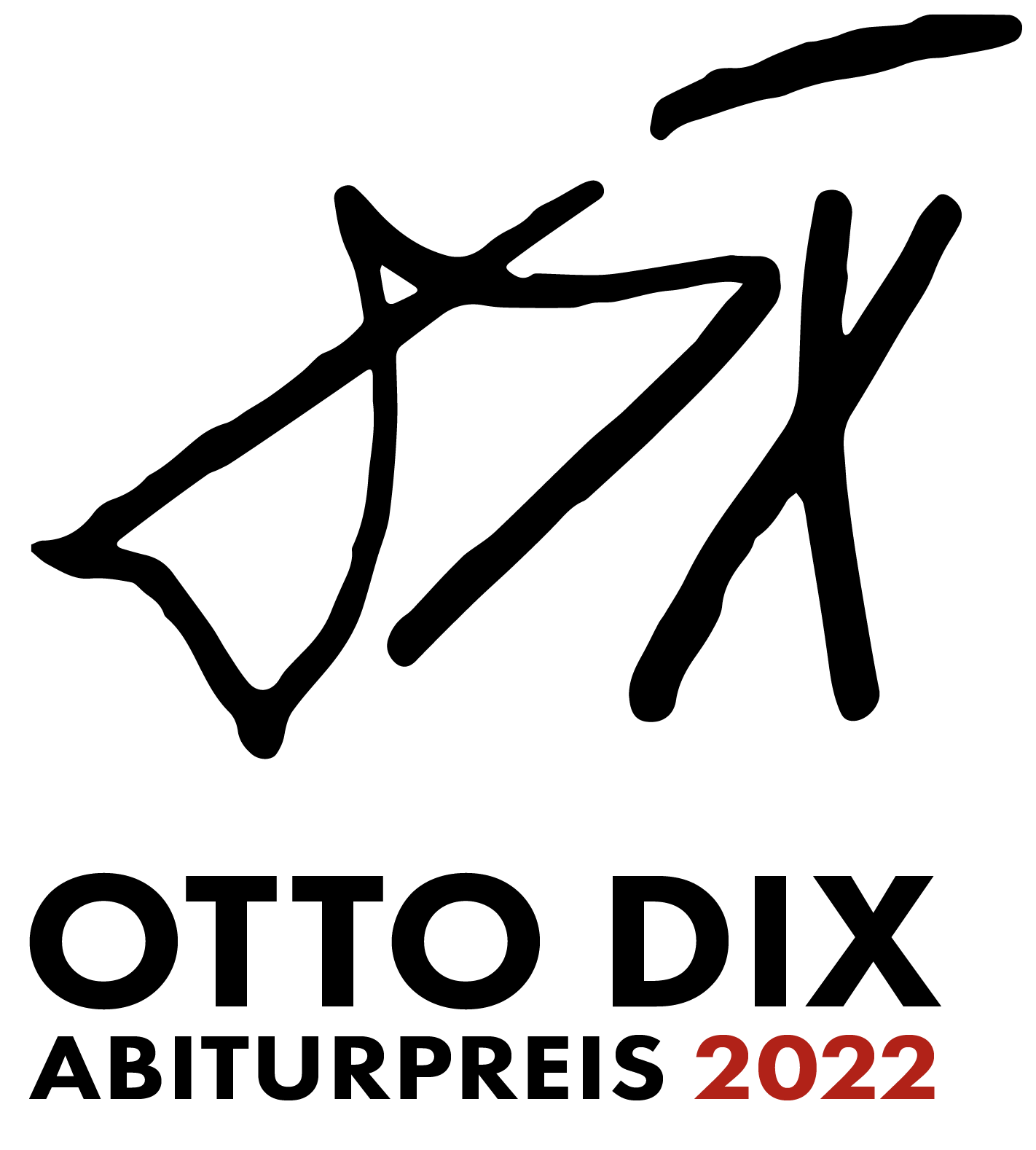
Logo ODAP 2022

## Preisträger
- 2019: 165 teilnehmende Schulen
- 2022: 182 teilnehmende Schulen

## Bedingungen
1. Der Otto-Dix-Abiturpreis kann von jeder Schule in Baden-Württemberg, die das Fach Bildende Kunst als Kernfach in der Kursstufe anbietet, verliehen werden.
2. Der Preis ist für die beste Abiturientin oder den besten Abiturienten im Kernfach Bildende Kunst eines jeden Schuljahres bestimmt, die oder der sehr gute Leistungen in den ersten drei Kurshalbjahren erbracht hat. Pro Abiturjahrgang und Schule kann eine Preisträgerin oder ein Preisträger benannt werden.
3. Der Preis soll für die Gesamtleistung im Fach Bildende Kunst während der Kursstufe gegeben werden. Es muss keine besondere Arbeit eingereicht werden, um den Preis zu erlangen.
4. Die Lehrer sind aufgefordert den oder die Schüler(in) zu benennen. Die Meldung erfolgt direkt an das Kultusministerium. Das Verfahren wird den Lehrern/Schulen durch die internen Medien des Kultusministeriums kommuniziert.

## Preise
Die Preisträger erhalten neben Sachpreisen eine kostenfreie Mitgliedschaft im Förderverein Museum Haus Dix Hemmenhofen für 2 Jahre.